# Campeonato de Primera División C 1986 (Argentina)
El Torneo Apertura 1986 de la Primera C, fue la quincuagésima segunda edición del certamen y el último de esta división como tercera categoría del fútbol argentino. Se disputó entre el 1 de febrero y el 14 de junio de 1986 por 20 equipos.
Fue implementado para establecer la clasificación de 20 equipos con vistas a la conformación de la Primera B 1986-87, que pasó a ocupar la tercera división. La finalidad fue incorporar a los equipos de los clubes indirectamente afiliados a la AFA a la segunda categoría, representada por el recién creado Torneo Nacional B, por medio de un sistema de ascensos y descensos. 
Para esta temporada los equipos que se incorporaron fueron los ascendidos de la Primera D, Argentino de Merlo y Leandro N. Alem, campeón y ganador del reducido respectivamente, así como los descendidos de la Primera B, Sarmiento de Junín y Talleres (RE). El torneo estuvo conformado por 20 equipos, que jugaron una temporada regular de 18 fechas.. 
El campeonato constó de dos etapas diferenciadas. En la primera de ellas, los equipos fueron divididos en dos grupos de 10 integrantes cada uno, que jugaron entre sí a dos ruedas, por el sistema de todos contra todos. En la segunda etapa, los seis primeros equipos ubicados en la tabla final de cada grupo jugaron una eliminatoria contra los equipos del otro grupo, según su ubicación en la tabla. De esta manera, los ubicados en el primer lugar de la tabla de posiciones final del grupo se enfrentaban al sexto del otro grupo, los segundos al quinto y los terceros al cuarto.
Los ganadores de la eliminatoria fueron promovidos a la Primera B, mientras que los perdedores de la misma así como los últimos cuatro equipos de cada zona, que no habían logrado clasificar, fueron relegados a la Primera C, a partir de ese momento la cuarta categoría para los clubes directamente afiliados.

## Ascensos y descensos
| Promedio | Descendidos de la Primera C 1985 |
| -------- | -------------------------------- |
| 19.°     | San Martín                       |
| 20.°     | Barracas Central                 |

| Posición  | Ascendidos de la Primera D 1985 |
| --------- | ------------------------------- |
| Campeón   | Argentino (Merlo)               |
| Gan. red. | Leandro N. Alem                 |

| Posición  | Ascendidos a la Primera B 1986 |
| --------- | ------------------------------ |
| 1.º       | Defensa y Justicia             |
| Gan. red. | Deportivo Armenio              |

| Promedio | Descendidos de la Primera B 1985 |
| -------- | -------------------------------- |
| 21.º     | Sarmiento (Junín)                |
| 22.º     | Talleres (RE)                    |

## Equipos participantes
| Equipo                   | Ciudad               | Estadio                 | Capacidad |
| ------------------------ | -------------------- | ----------------------- | --------- |
| Almagro                  | José Ingenieros      | Tres de Febrero         | 18.000    |
| Argentino                | Merlo                | Argentino de Merlo      | 11 000    |
| Argentino de Quilmes     | Quilmes              | Argentino de Quilmes    | 7000      |
| Arsenal                  | Sarandí              | Julio Humberto Grondona | 5900      |
| Berazategui              | Berazategui          | Norman Lee              | 5500      |
| Central Córdoba          | Rosario              | Gabino Sosa             | 10 000    |
| Colegiales               | Munro                | Libertarios Unidos      | 6000      |
| Comunicaciones           | Buenos Aires         | Alfredo Ramos           | 3500      |
| Defensores de Cambaceres | Ensenada             | 12 de Octubre           | 3000      |
| Defensores Unidos        | Zárate               | Gigante de Villa Fox    | 6000      |
| Deportivo Merlo          | Merlo                | José Manuel Moreno      | 7500      |
| Dock Sud                 | Dock Sud             | De Los Inmigrantes      | 9500      |
| Excursionistas           | Buenos Aires         | Excursionistas          | 7200      |
| Flandria                 | Jáuregui             | Carlos V                | 5000      |
| Ituzaingó                | Ituzaingó            | Ituzaingó               | 3500      |
| Leandro N. Alem          | General Rodríguez    | Leandro N. Alem         | 4000      |
| San Telmo                | Dock Sud             | Dr. Osvaldo Baletto     | 10 500    |
| Sarmiento                | Junín                | Eva Perón               | 17 000    |
| Talleres                 | Remedios de Escalada | Talleres                | 16 000    |
| Tristán Suárez           | Ezeiza               | 20 de Octubre           | 15 000    |

### Distribución geográfica de los equipos
| Región                                   | Cant. | Equipos |
| ---------------------------------------- | ----- | --- |
| Conurbano bonaerense                     | 12    | Almagro, Argentino de Merlo, Argentino de Quilmes, Arsenal, Berazategui, Colegiales, Deportivo Merlo, Dock Sud, Ituzaingó, San Telmo, Talleres (RdE) y Tristán Suárez |
| Ciudad de Buenos Aires                   | 2     | Comunicaciones y Excursionistas |
| Interior de la provincia de Buenos Aires | 4     | Defensores Unidos, Flandria, Leandro N. Alem y Sarmiento (J) |
| Gran La Plata                            | 1     | Defensores de Cambaceres |
| Ciudad de Rosario                        | 1     | Central Córdoba |

## Formato

### Competición
Los equipos fueron divididos en dos grupos de 10 integrantes cada uno, que jugaron entre sí dos ruedas ida y vuelta, por el sistema de todos contra todos, disputando cada equipo 18 partidos. Los seis primeros ubicados en la tabla final de cada grupo clasificaron a la segunda ronda.

### Ascensos
En la segunda ronda los doce equipos clasificados se enfrentaron en una eliminatoria a doble partido con un equipo del otro grupo, según sus ubicaciones en la tabla de posiciones final. Los ganadores de cada una de estas series fueron promovidos a la Primera B, que si bien pasó a ser el torneo que ocupó el lugar de tercera categoría del fútbol argentino al igual que la Primera C hasta el presente campeonato, implicó un virtual ascenso de categoría.

### Descensos
Los cuatro últimos equipos de cada grupo, así como los perdedores de la eliminatoria, fueron relegados a la Primera C, a partir de ahí la cuarta categoría para los clubes directamente afiliados. Si bien se trataba de la misma división, al haber bajado un nivel en la estructura divisional del fútbol argentino el no lograr ser promovido implicó un descenso de categoría.

## Zona A

### Tabla de posiciones final
| Pos. | Equipo                   | Pts. | PJ | PG | PE | PP | GF | GC | Dif. |
| ---- | ------------------------ | ---- | -- | -- | -- | -- | -- | -- | ---- |
| 1.º  | Dock Sud                 | 24   | 18 | 9  | 6  | 3  | 27 | 14 | 13   |
| 2.º  | Defensores Unidos        | 23   | 18 | 8  | 7  | 3  | 26 | 16 | 10   |
| 3.º  | Almagro                  | 20   | 18 | 6  | 8  | 4  | 30 | 22 | 8    |
| 4.º  | Arsenal de Sarandí       | 20   | 18 | 9  | 2  | 7  | 28 | 22 | 6    |
| 5.º  | Defensores de Cambaceres | 20   | 18 | 7  | 6  | 5  | 26 | 24 | 2    |
| 6.º  | Excursionistas           | 19   | 18 | 6  | 7  | 5  | 19 | 19 | 0    |
| 7.º  | Argentino de Merlo       | 19   | 18 | 7  | 5  | 6  | 24 | 26 | −2   |
| 8.º  | Sarmiento de Junín       | 17   | 18 | 6  | 5  | 7  | 22 | 26 | −4   |
| 9.º  | Talleres (RE)            | 11   | 18 | 4  | 3  | 11 | 18 | 29 | −11  |
| 10.º | Colegiales               | 7    | 18 | 2  | 3  | 13 | 14 | 36 | −22  |

|  | Clasificó a la Ronda Final |
|  | Relegados a la Primera C   |

### Resultados
| Sarmiento de Junín | 1 - 0 | Talleres (RE)            | Eva Perón            | 1 de febrero |
| Arsenal de Sarandí | 0 - 1 | Colegiales               | El Viaducto          | 1 de febrero |
| Almagro            | 1 - 2 | Defensores de Cambaceres | Tres de Febrero      | 1 de febrero |
| Defensores Unidos  | 2 - 1 | Dock Sud                 | Gigante de Villa Fox | 1 de febrero |
| Argentino de Merlo | 3 - 0 | Excursionistas           | José Manuel Moreno   | 1 de febrero |

| Argentino de Merlo       | 1 - 3 | Sarmiento de Junín | José Manuel Moreno          | 8 de febrero |
| Excursionistas           | 0 - 1 | Defensores Unidos  | Pampa y Miñones             | 8 de febrero |
| Dock Sud                 | 1 - 0 | Almagro            | De Los Inmigrantes          | 8 de febrero |
| Defensores de Cambaceres | 1 - 3 | Arsenal de Sarandí | Camino Rivadavia y Quintana | 8 de febrero |
| Colegiales               | 1 - 3 | Talleres (RE)      | Malaver y Posadas           | 8 de febrero |

| Sarmiento de Junín | 2 - 2 | Colegiales               | Eva Perón            | 15 de febrero |
| Talleres (RE)      | 2 - 0 | Defensores de Cambaceres | Timote y Castro      | 15 de febrero |
| Arsenal de Sarandí | 1 - 5 | Dock Sud                 | El Viaducto          | 15 de febrero |
| Almagro            | 1 - 1 | Excursionistas           | Tres de Febrero      | 15 de febrero |
| Defensores Unidos  | 1 - 0 | Argentino de Merlo       | Gigante de Villa Fox | 15 de febrero |

| Defensores Unidos        | 0 - 0 | Sarmiento de Junín | Gigante de Villa Fox        | 22 de febrero |
| Argentino de Merlo       | 1 - 1 | Almagro            | José Manuel Moreno          | 22 de febrero |
| Excursionistas           | 1 - 0 | Arsenal de Sarandí | Pampa y Miñones             | 22 de febrero |
| Dock Sud                 | 0 - 0 | Talleres (RE)      | De Los Inmigrantes          | 22 de febrero |
| Defensores de Cambaceres | 1 - 0 | Colegiales         | Camino Rivadavia y Quintana | 22 de febrero |

| Sarmiento de Junín | 1 - 2 | Defensores de Cambaceres | Eva Perón         | 1 de marzo |
| Colegiales         | 0 - 0 | Dock Sud                 | Malaver y Posadas | 1 de marzo |
| Talleres (RE)      | 0 - 2 | Excursionistas           | Timote y Castro   | 1 de marzo |
| Arsenal de Sarandí | 5 - 0 | Argentino de Merlo       | El Viaducto       | 1 de marzo |
| Almagro            | 1 - 1 | Defensores Unidos        | Tres de Febrero   | 1 de marzo |

| Almagro            | 2 - 2 | Sarmiento de Junín       | Tres de Febrero      | 8 de marzo |
| Defensores Unidos  | 1 - 1 | Arsenal de Sarandí       | Gigante de Villa Fox | 8 de marzo |
| Argentino de Merlo | 1 - 0 | Talleres (RE)            | José Manuel Moreno   | 8 de marzo |
| Excursionistas     | 2 - 0 | Colegiales               | Pampa y Miñones      | 8 de marzo |
| Dock Sud           | 2 - 1 | Defensores de Cambaceres | De Los Inmigrantes   | 8 de marzo |

| Sarmiento de Junín       | 2 - 1 | Dock Sud           | Eva Perón                   | 15 de marzo |
| Defensores de Cambaceres | 1 - 1 | Excursionistas     | Camino Rivadavia y Quintana | 15 de marzo |
| Colegiales               | 2 - 3 | Argentino de Merlo | Malaver y Posadas           | 15 de marzo |
| Talleres (RE)            | 0 - 4 | Defensores Unidos  | Timote y Castro             | 15 de marzo |
| Arsenal de Sarandí       | 1 - 1 | Almagro            | El Viaducto                 | 15 de marzo |

| Arsenal de Sarandí | 2 - 1 | Sarmiento de Junín       | El Viaducto          | 22 de marzo |
| Almagro            | 3 - 1 | Talleres (RE)            | Tres de Febrero      | 22 de marzo |
| Defensores Unidos  | 2 - 1 | Colegiales               | Gigante de Villa Fox | 22 de marzo |
| Argentino de Merlo | 3 - 2 | Defensores de Cambaceres | José Manuel Moreno   | 22 de marzo |
| Excursionistas     | 1 - 3 | Dock Sud                 | Pampa y Miñones      | 22 de marzo |

| Sarmiento de Junín       | 1 - 0 | Excursionistas     | Eva Perón                   | 29 de marzo |
| Dock Sud                 | 3 - 2 | Argentino de Merlo | De Los Inmigrantes          | 29 de marzo |
| Defensores de Cambaceres | 2 - 1 | Defensores Unidos  | Camino Rivadavia y Quintana | 29 de marzo |
| Colegiales               | 0 - 1 | Almagro            | Malaver y Posadas           | 29 de marzo |
| Talleres (RE)            | 3 - 0 | Arsenal de Sarandí | Timote y Castro             | 29 de marzo |

| Talleres (RE)            | 0 - 1 | Sarmiento de Junín | Timote y Castro             | 5 de abril |
| Colegiales               | 1 - 3 | Arsenal de Sarandí | Malaver y Posadas           | 5 de abril |
| Defensores de Cambaceres | 1 - 0 | Almagro            | Camino Rivadavia y Quintana | 5 de abril |
| Dock Sud                 | 0 - 0 | Defensores Unidos  | De Los Inmigrantes          | 5 de abril |
| Excursionistas           | 0 - 0 | Argentino de Merlo | Pampa y Miñones             | 5 de abril |

| Sarmiento de Junín | 2 - 2 | Argentino de Merlo       | Eva Perón            | 12 de abril |
| Defensores Unidos  | 3 - 1 | Excursionistas           | Gigante de Villa Fox | 15 de abril |
| Almagro            | 0 - 3 | Dock Sud                 | Tres de Febrero      | 15 de abril |
| Arsenal de Sarandí | 1 - 3 | Defensores de Cambaceres | El Viaducto          | 15 de abril |
| Talleres (RE)      | 3 - 2 | Colegiales               | Timote y Castro      | 15 de abril |

| Colegiales               | 1 - 0 | Sarmiento de Junín | Malaver y Posadas           | 19 de abril |
| Defensores de Cambaceres | 1 - 1 | Talleres (RE)      | Camino Rivadavia y Quintana | 19 de abril |
| Dock Sud                 | 0 - 2 | Arsenal de Sarandí | De Los Inmigrantes          | 19 de abril |
| Excursionistas           | 2 - 2 | Almagro            | Pampa y Miñones             | 19 de abril |
| Argentino de Merlo       | 1 - 0 | Defensores Unidos  | José Manuel Moreno          | 19 de abril |

| Sarmiento de Junín | 2 - 2 | Defensores Unidos        | Eva Perón         | 26 de abril |
| Almagro            | 0 - 0 | Argentino de Merlo       | Tres de Febrero   | 26 de abril |
| Arsenal de Sarandí | 0 - 1 | Excursionistas           | El Viaducto       | 26 de abril |
| Talleres (RE)      | 0 - 1 | Dock Sud                 | Timote y Castro   | 26 de abril |
| Colegiales         | 1 - 1 | Defensores de Cambaceres | Malaver y Posadas | 26 de abril |

| Defensores de Cambaceres | 0 - 1 | Sarmiento de Junín | Camino Rivadavia y Quintana | 3 de mayo |
| Dock Sud                 | 3 - 0 | Colegiales         | De Los Inmigrantes          | 3 de mayo |
| Excursionistas           | 2 - 2 | Talleres (RE)      | Pampa y Miñones             | 3 de mayo |
| Argentino de Merlo       | 0 - 2 | Arsenal de Sarandí | José Manuel Moreno          | 3 de mayo |
| Defensores Unidos        | 1 - 1 | Almagro            | Gigante de Villa Fox        | 3 de mayo |

| Sarmiento de Junín       | 2 - 4 | Almagro            | Eva Perón                   | 10 de mayo |
| Arsenal de Sarandí       | 2 - 1 | Defensores Unidos  | El Viaducto                 | 10 de mayo |
| Talleres (RE)            | 0 - 3 | Argentino de Merlo | Timote y Castro             | 10 de mayo |
| Colegiales               | 1 - 2 | Excursionistas     | Malaver y Posadas           | 10 de mayo |
| Defensores de Cambaceres | 1 - 1 | Dock Sud           | Camino Rivadavia y Quintana | 10 de mayo |

| Dock Sud           | 2 - 1 | Sarmiento de Junín       | De Los Inmigrantes   | 17 de mayo |
| Excursionistas     | 1 - 1 | Defensores de Cambaceres | Pampa y Miñones      | 17 de mayo |
| Argentino de Merlo | 1 - 0 | Colegiales               | José Manuel Moreno   | 17 de mayo |
| Defensores Unidos  | 2 - 1 | Talleres (RE)            | Gigante de Villa Fox | 17 de mayo |
| Almagro            | 2 - 0 | Arsenal de Sarandí       | Tres de Febrero      | 17 de mayo |

| Sarmiento de Junín       | 0 - 3 | Arsenal de Sarandí | Eva Perón                   | 24 de mayo |
| Talleres (RE)            | 2 - 3 | Almagro            | Timote y Castro             | 24 de mayo |
| Colegiales               | 0 - 2 | Defensores Unidos  | Malaver y Posadas           | 24 de mayo |
| Defensores de Cambaceres | 4 - 2 | Argentino de Merlo | Camino Rivadavia y Quintana | 24 de mayo |
| Dock Sud                 | 0 - 0 | Excursionistas     | De Los Inmigrantes          | 24 de mayo |

| Excursionistas     | 2 - 0 | Sarmiento de Junín       | Pampa y Miñones      | 1 de junio |
| Argentino de Merlo | 1 - 1 | Dock Sud                 | José Manuel Moreno   | 1 de junio |
| Defensores Unidos  | 2 - 2 | Defensores de Cambaceres | Gigante de Villa Fox | 1 de junio |
| Almagro            | 7 - 1 | Colegiales               | Tres de Febrero      | 1 de junio |
| Arsenal de Sarandí | 2 - 0 | Talleres (RE)            | El Viaducto          | 1 de junio |

## Zona B

### Tabla de posiciones final
| Pos. | Equipo               | Pts. | PJ | PG | PE | PP | GF | GC | Dif. |
| ---- | -------------------- | ---- | -- | -- | -- | -- | -- | -- | ---- |
| 1.º  | Berazategui          | 24   | 18 | 9  | 6  | 3  | 21 | 11 | 10   |
| 2.º  | Comunicaciones       | 23   | 18 | 7  | 9  | 2  | 28 | 12 | 16   |
| 3.º  | Ituzaingó            | 23   | 18 | 8  | 7  | 3  | 21 | 13 | 8    |
| 4.º  | Central Córdoba (R)  | 18   | 18 | 7  | 4  | 7  | 25 | 27 | −2   |
| 5.º  | Deportivo Merlo      | 18   | 18 | 6  | 6  | 6  | 21 | 24 | −3   |
| 6.º  | San Telmo            | 18   | 18 | 7  | 4  | 7  | 20 | 23 | −3   |
| 7.º  | Tristán Suárez       | 17   | 18 | 6  | 5  | 7  | 20 | 24 | −4   |
| 8.º  | Leandro N. Alem      | 15   | 18 | 5  | 5  | 8  | 18 | 23 | −5   |
| 9.º  | Argentino de Quilmes | 13   | 18 | 5  | 3  | 10 | 25 | 34 | −9   |
| 10.º | Flandria             | 11   | 18 | 4  | 3  | 11 | 16 | 24 | −8   |

|  | Clasificó a la Ronda Final |
|  | Relegados a la Primera C   |

### Resultados
| Central Córdoba (R) | 5 - 2 | Deportivo Merlo      | Gabino Sosa     | 1 de febrero |
| San Telmo           | 1 - 0 | Argentino de Quilmes | Isla Maciel     | 1 de febrero |
| Flandria            | 2 - 4 | Berazategui          | Carlos V        | 1 de febrero |
| Comunicaciones      | 0 - 1 | Leandro N. Alem      | Comunicaciones  | 1 de febrero |
| Tristán Suárez      | 3 - 1 | Ituzaingó            | Moreno y Fariña | 1 de febrero |

| Tristán Suárez       | 3 - 1 | Central Córdoba (R) | Moreno y Fariña          | 8 de febrero |
| Ituzaingó            | 2 - 2 | Comunicaciones      | Pacheco y Mariano Acosta | 8 de febrero |
| Leandro N. Alem      | 2 - 2 | Flandria            | Leandro N. Alem          | 8 de febrero |
| Berazategui          | 0 - 1 | San Telmo           | Norman Lee               | 8 de febrero |
| Argentino de Quilmes | 2 - 1 | Deportivo Merlo     | Argentino de Quilmes     | 8 de febrero |

| Central Córdoba (R) | 1 - 0 | Argentino de Quilmes | Gabino Sosa        | 15 de febrero |
| Deportivo Merlo     | 0 - 1 | Berazategui          | José Manuel Moreno | 15 de febrero |
| San Telmo           | 2 - 0 | Leandro N. Alem      | Isla Maciel        | 15 de febrero |
| Flandria            | 0 - 2 | Ituzaingó            | Carlos V           | 15 de febrero |
| Comunicaciones      | 1 - 1 | Tristán Suárez       | Comunicaciones     | 15 de febrero |

| Comunicaciones  | 6 - 0 | Central Córdoba (R)  | Comunicaciones           | 22 de febrero |
| Tristán Suárez  | 1 - 0 | Flandria             | Moreno y Fariña          | 22 de febrero |
| Ituzaingó       | 0 - 2 | San Telmo            | Pacheco y Mariano Acosta | 22 de febrero |
| Leandro N. Alem | 0 - 1 | Deportivo Merlo      | Leandro N. Alem          | 22 de febrero |
| Berazategui     | 1 - 1 | Argentino de Quilmes | Norman Lee               | 22 de febrero |

| Central Córdoba (R)  | 1 - 0 | Berazategui     | Gabino Sosa          | 1 de marzo |
| Argentino de Quilmes | 1 - 1 | Leandro N. Alem | Argentino de Quilmes | 1 de marzo |
| Deportivo Merlo      | 1 - 1 | Ituzaingó       | José Manuel Moreno   | 1 de marzo |
| San Telmo            | 3 - 2 | Tristán Suárez  | Isla Maciel          | 1 de marzo |
| Flandria             | 0 - 0 | Comunicaciones  | Carlos V             | 1 de marzo |

| Flandria        | 2 - 0 | Central Córdoba (R)  | Carlos V                 | 8 de marzo |
| Comunicaciones  | 2 - 0 | San Telmo            | Comunicaciones           | 8 de marzo |
| Tristán Suárez  | 0 - 0 | Deportivo Merlo      | Moreno y Fariña          | 8 de marzo |
| Ituzaingó       | 1 - 0 | Argentino de Quilmes | Pacheco y Mariano Acosta | 8 de marzo |
| Leandro N. Alem | 0 - 1 | Berazategui          | Leandro N. Alem          | 8 de marzo |

| Central Córdoba (R)  | 1 - 1 | Leandro N. Alem | Gabino Sosa          | 15 de marzo |
| Berazategui          | 0 - 0 | Ituzaingó       | Norman Lee           | 15 de marzo |
| Argentino de Quilmes | 3 - 1 | Tristán Suárez  | Argentino de Quilmes | 15 de marzo |
| Deportivo Merlo      | 0 - 3 | Comunicaciones  | José Manuel Moreno   | 15 de marzo |
| San Telmo            | 2 - 1 | Flandria        | Isla Maciel          | 15 de marzo |

| San Telmo      | 3 - 2 | Central Córdoba (R)  | Isla Maciel              | 22 de marzo |
| Flandria       | 1 - 0 | Deportivo Merlo      | Carlos V                 | 22 de marzo |
| Comunicaciones | 3 - 1 | Argentino de Quilmes | Comunicaciones           | 22 de marzo |
| Tristán Suárez | 0 - 3 | Berazategui          | Moreno y Fariña          | 22 de marzo |
| Ituzaingó      | 2 - 1 | Leandro N. Alem      | Pacheco y Mariano Acosta | 22 de marzo |

| Central Córdoba (R)  | 0 - 0 | Ituzaingó      | Gabino Sosa          | 29 de marzo |
| Leandro N. Alem      | 1 - 1 | Tristán Suárez | Leandro N. Alem      | 29 de marzo |
| Berazategui          | 1 - 1 | Comunicaciones | Norman Lee           | 29 de marzo |
| Argentino de Quilmes | 4 - 2 | Flandria       | Argentino de Quilmes | 29 de marzo |
| Deportivo Merlo      | 1 - 0 | San Telmo      | José Manuel Moreno   | 29 de marzo |

| Deportivo Merlo      | 1 - 4 | Central Córdoba (R) | José Manuel Moreno       | 5 de abril |
| Argentino de Quilmes | 3 - 2 | San Telmo           | Argentino de Quilmes     | 5 de abril |
| Berazategui          | 1 - 0 | Flandria            | Norman Lee               | 5 de abril |
| Leandro N. Alem      | 0 - 3 | Comunicaciones      | Leandro N. Alem          | 5 de abril |
| Ituzaingó            | 1 - 0 | Tristán Suárez      | Pacheco y Mariano Acosta | 5 de abril |

| Flandria            | 0 - 1 | Leandro N. Alem      | Carlos V           | 12 de abril |
| Central Córdoba (R) | 0 - 0 | Tristán Suárez       | Gabino Sosa        | 15 de abril |
| Comunicaciones      | 0 - 2 | Ituzaingó            | Comunicaciones     | 15 de abril |
| San Telmo           | 0 - 0 | Berazategui          | Isla Maciel        | 15 de abril |
| Deportivo Merlo     | 3 - 2 | Argentino de Quilmes | José Manuel Moreno | 15 de abril |

| Argentino de Quilmes | 3 - 2 | Central Córdoba (R) | Argentino de Quilmes     | 19 de abril |
| Berazategui          | 1 - 1 | Deportivo Merlo     | Norman Lee               | 19 de abril |
| Leandro N. Alem      | 4 - 1 | San Telmo           | Leandro N. Alem          | 19 de abril |
| Ituzaingó            | 1 - 0 | Flandria            | Pacheco y Mariano Acosta | 19 de abril |
| Tristán Suárez       | 0 - 0 | Comunicaciones      | Moreno y Fariña          | 19 de abril |

| Central Córdoba (R)  | 1 - 1 | Comunicaciones  | Gabino Sosa          | 26 de abril |
| Flandria             | 1 - 2 | Tristán Suárez  | Carlos V             | 26 de abril |
| San Telmo            | 1 - 1 | Ituzaingó       | Isla Maciel          | 26 de abril |
| Deportivo Merlo      | 2 - 1 | Leandro N. Alem | José Manuel Moreno   | 26 de abril |
| Argentino de Quilmes | 1 - 2 | Berazategui     | Argentino de Quilmes | 26 de abril |

| Berazategui     | 1 - 0 | Central Córdoba (R)  | Norman Lee               | 3 de mayo |
| Leandro N. Alem | 1 - 1 | Argentino de Quilmes | Leandro N. Alem          | 3 de mayo |
| Ituzaingó       | 1 - 1 | Deportivo Merlo      | Pacheco y Mariano Acosta | 3 de mayo |
| Tristán Suárez  | 2 - 0 | San Telmo            | Moreno y Fariña          | 3 de mayo |
| Comunicaciones  | 0 - 0 | Flandria             | Comunicaciones           | 3 de mayo |

| Central Córdoba (R)  | 1 - 0 | Flandria        | Gabino Sosa          | 10 de mayo |
| San Telmo            | 1 - 1 | Comunicaciones  | Isla Maciel          | 10 de mayo |
| Deportivo Merlo      | 3 - 0 | Tristán Suárez  | José Manuel Moreno   | 10 de mayo |
| Argentino de Quilmes | 0 - 3 | Ituzaingó       | Argentino de Quilmes | 10 de mayo |
| Berazategui          | 2 - 0 | Leandro N. Alem | Norman Lee           | 10 de mayo |

| Leandro N. Alem | 1 - 3 | Central Córdoba (R)  | Leandro N. Alem          | 17 de mayo |
| Ituzaingó       | 0 - 0 | Berazategui          | Pacheco y Mariano Acosta | 17 de mayo |
| Tristán Suárez  | 3 - 2 | Argentino de Quilmes | Moreno y Fariña          | 17 de mayo |
| Comunicaciones  | 1 - 1 | Deportivo Merlo      | Comunicaciones           | 17 de mayo |
| Flandria        | 1 - 0 | San Telmo            | Carlos V                 | 17 de mayo |

| Central Córdoba (R)  | 2 - 0 | San Telmo      | Gabino Sosa          | 24 de mayo |
| Deportivo Merlo      | 2 - 0 | Flandria       | José Manuel Moreno   | 24 de mayo |
| Argentino de Quilmes | 0 - 2 | Comunicaciones | Argentino de Quilmes | 24 de mayo |
| Berazategui          | 2 - 1 | Tristán Suárez | Norman Lee           | 24 de mayo |
| Leandro N. Alem      | 1 - 0 | Ituzaingó      | Leandro N. Alem      | 24 de mayo |

| Ituzaingó      | 3 - 1 | Central Córdoba (R)  | Pacheco y Mariano Acosta | 1 de junio |
| Tristán Suárez | 0 - 2 | Leandro N. Alem      | Moreno y Fariña          | 1 de junio |
| Comunicaciones | 2 - 1 | Berazategui          | Comunicaciones           | 1 de junio |
| Flandria       | 4 - 1 | Argentino de Quilmes | Carlos V                 | 1 de junio |
| San Telmo      | 1 - 1 | Deportivo Merlo      | Isla Maciel              | 1 de junio |

## Fase eliminatoria
Fue disputada a doble partido en cancha neutral. En caso de empate en el resultado global se aplicaría para definir al ganador la regla del gol de visitante y de no ser posible desempatar por medio de ese método, ganaría la serie el equipo mejor ubicado en la tabla de posiciones final de su respectivo grupo.
| Ituzaingó                | 0 - 1 | Arsenal         | Francisco Urbano      | 7 de junio |
| Berazategui              | 0 - 0 | Excursionistas  | Centenario De Quilmes | 7 de junio |
| Defensores Unidos        | 0 - 0 | Deportivo Merlo | Villa Dálmine         | 7 de junio |
| Defensores de Cambaceres | 1 - 2 | Comunicaciones  | Juan Carmelo Zerillo  | 7 de junio |
| Central Córdoba (R)      | 2 - 2 | Almagro         | El Coloso del Parque  | 7 de junio |
| San Telmo                | 1 - 1 | Dock Sud        | Juan Pasquale         | 7 de junio |

| Arsenal               | 3 - 2 | Ituzaingó                | Florencio Sola          | 14 de junio |
| Excursionistas        | 0 - 0 | Berazategui (v.d.)       | Juan Pasquale           | 14 de junio |
| Deportivo Merlo       | 2 - 1 | Defensores Unidos        | Francisco Urbano        | 14 de junio |
| Comunicaciones (v.d.) | 0 - 1 | Defensores de Cambaceres | Ciudad de Vicente López | 14 de junio |
| Almagro               | 3 - 1 | Central Córdoba (R)      | Islas Malvinas          | 14 de junio |
| Dock Sud              | 3 - 2 | San Telmo                | Julio Humberto Grondona | 14 de junio |

|  |                                    |
|  | Ascendidos a la Primera B 1986-87. |

## Goleadores[1]
| Pos. | Jugador              | Jugador                  | Goles | Equipo            |
| ---- | -------------------- | ------------------------ | ----- | ----------------- |
| 1    | Bandera de Argentina | Eduardo Urtasún          | 14    | Arsenal           |
| 2    | Bandera de Argentina | Marcelo Oscar Gutiérrez  | 13    | Def. Cambaceres   |
| 3    | Bandera de Argentina | Omar Humberto Catalán    | 11    | Almagro           |
| 3    | Bandera de Argentina | Jorge Alberto Franzoni   | 11    | Defensores Unidos |
| 4    | Bandera de Argentina | Daniel Omar Núñez        | 10    | Ctral Córdoba (R) |
| 4    | Bandera de Argentina | Nicolás Antonio Valdivia | 10    | ituzaingó         |